# Matthias Alexander Rath
Matthias Alexander Rath (* 2. August 1984 in Lübeck), häufig nur Matthias Rath genannt, ist ein deutscher Dressurreiter.

## Leben / sportliche Laufbahn

### Erste Erfolge
Matthias Alexander Rath stammt aus einer erfolgreichen Reiterfamilie: sein Vater, Klaus-Martin Rath ist Pferdewirtschaftsmeister; sein Onkel, Karsten Huck, erfolgreicher Springreiter und Bronzemedaillengewinner bei den Olympischen Spielen 1988 in Seoul. Ebenfalls wurde er durch seine Stiefmutter, Ann Kathrin Linsenhoff, beeinflusst.
Bereits als Dreijähriger interessierte er sich für die Dressurreiterei und schaute seinem Vater stundenlang beim Reiten zu. Seine ersten Erfolge feierte er mit Pferden seiner Stiefmutter Ann Kathrin Linsenhoff, zuerst mit Red Liner, später (Anfang 2006) übernahm er dann Renoir-Unicef. Mit Renoir-Unicef sammelte er seine ersten Erfahrungen auf Grand Prix-Niveau. Zu diesem Zeitpunkt erreichte er mit Hilfe von Renoir-Unicef, der 2007 aus dem Sport verabschiedet wurde, Platz 65 der Weltrangliste.

### Internationaler Durchbruch
Einen deutlichen Karrieresprung konnte Rath verzeichnen, nachdem sich seine Stiefmutter entschieden hatte, ihm auch ihr Erfolgspferd Sterntaler-Unicef zu überlassen. Bereits bei seinem ersten internationalen Turnier mit Sterntaler-Unicef konnte er auf sich aufmerksam machen, mit einem zweiten Platz im stark besetzten Grand Prix Spécial im Rahmen des Turniers Horses & Dreams in Hagen am Teutoburger Wald (April 2008). Sechs Wochen später wurde er der (letzte) deutsche Dressurmeister der Herrenwertung. Infolge dieser Leistung wurde er in den Championatskader berufen, auch die Aufstellung für das Nationenpreisteam beim CHIO Aachen folgte.
In den Jahren 2009 und 2010 war er mit Sterntaler-Unicef jeweils Teil der deutschen Dressurequipe bei den internationalen Championaten.
Neben seiner reiterlichen Laufbahn studierte er BWL, das Studium beendete er im Mai 2011. In Folge übernahm er die Leitung der Deckstation auf dem familieneigenen Gestüt Schafhof.

### Zeit mit Totilas

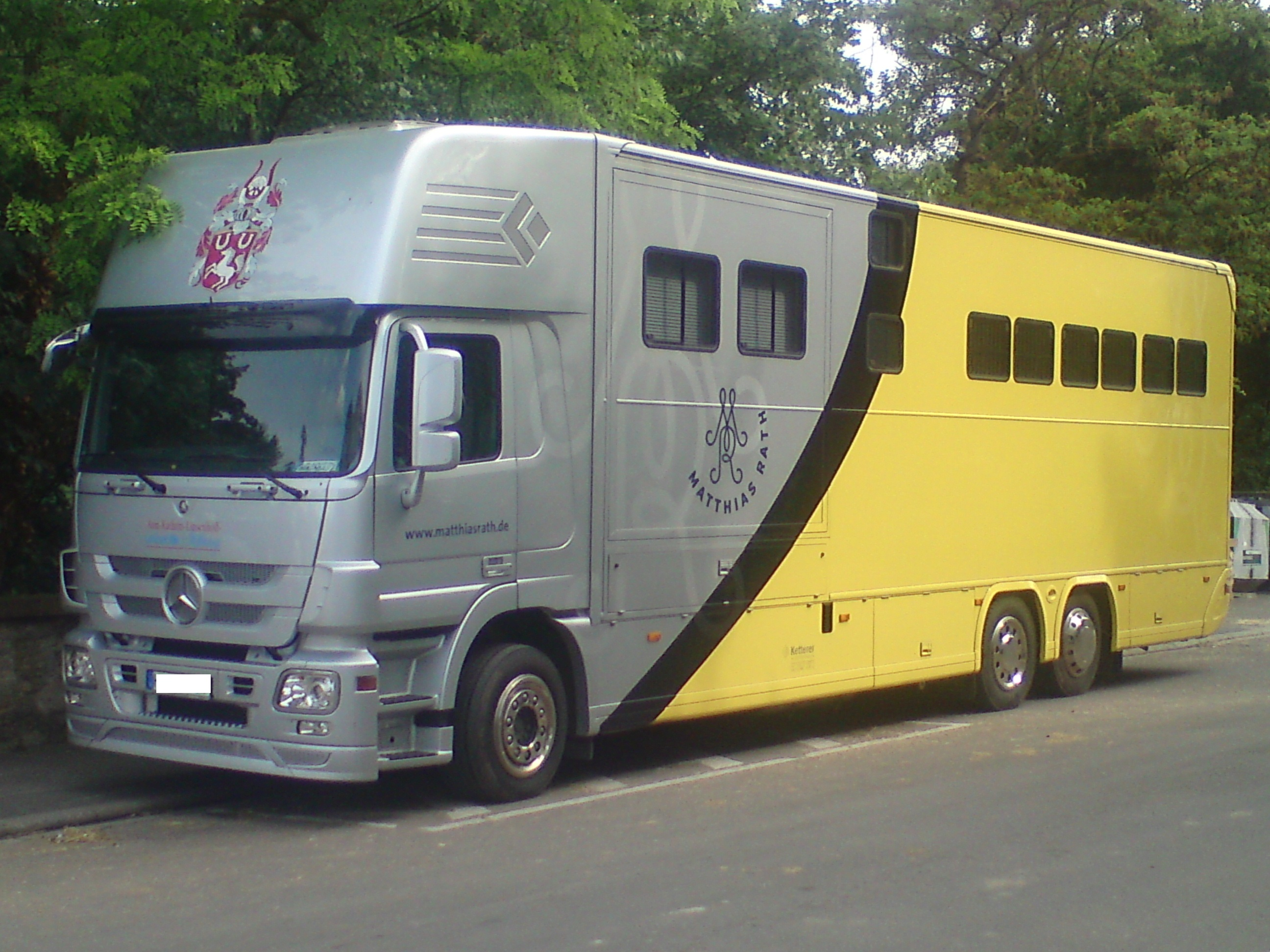
Pferdetransporter von Matthias Alexander Rath

Nachdem Paul Schockemöhle im Oktober 2010 das bisher von Edward Gal gerittene „Wunderpferd“ Totilas gekauft hatte, bildete Schockemöhle mit Ann Kathrin Linsenhoff eine Eigentümergemeinschaft. Rath wurde der neue Reiter von Totilas. Anfang Juni 2011 bestritten sie das erste gemeinsame Turnier beim CDI 3* München-Riem. Bereits zwei Wochen später folgten mit Totilas die deutschen Meistertitel im Grand Prix Spécial und in der Grand Prix Kür. Beim CHIO Aachen gewannen sie in der CDIO 5*-Tour alle drei Einzelprüfungen. Hieraufhin wurden Rath und Totilas für die deutsche Europameisterschaftsequipe nominiert, wo beide jedoch keine Einzelmedaillen erringen konnten.
In Folge fielen mehrere Turnierauftritte aufgrund von Verletzungen aus. Insgesamt folgte nach der Europameisterschaft 2011 eine achtmonatige Turnierpause, unterbrochen lediglich von zwei Vorführungen bei Hengstschauen. Ihren ersten Turnierauftritt des Jahres 2012 hatten Rath und Totilas beim CDI 4* Horses & Dreams in Hagen a.T.W., wo sie sich den Sieg im Grand Prix de Dressage sicherten (83,809 %).
Aufgrund einer Erkrankung Raths konnte dieser nicht am CHIO Aachen 2012 teilnehmen, wegen eines Krankheitsrückfalls wurde am 5. Juli 2012 zudem das Aus für die Teilnahme an den Olympischen Spielen 2012 verkündet. Die Ritte in Hagen blieben die letzten gemeinsamen Turnierauftritte für über zwei Jahre, erst im Mai 2014 gingen Rath und Totilas beim CDI 3* Kapellen wieder an den Start. Während dieser Zeit war Rath mit Nachwuchspferden im Sport aktiv. Kurz vor Beginn der Weltreiterspiele 2014 trat sich Totilas im Trainingslager selbst gegen ein Überbein, woraufhin entschieden wurde, „zum Wohle des Pferdes“ auf die Teilnahme zu verzichten. Bei den Europameisterschaften 2015 in Aachen erhielt Rath mit Totilas in der Mannschaftskonkurrenz eine Wertung von nur 75,971 Prozent, sodass die deutsche Equipe lediglich den Bronzerang belegte. Nachdem der Ritt von deutlichen Taktunreinheiten geprägt war, wurde Totilas später in eine Tierklinik gebracht und untersucht, hier wurde ein Knochenödem am linken Hinterbein festgestellt.
Nach erneuten Rückschlägen verkündete Schockemöhle im selben Jahr das endgültige Karriereende. Totilas verstarb am 14. Dezember 2020.

### Nach 2015
In den Jahren 2016 bis 2018 widmete sich Rath sportlich insbesondere dem Training jüngerer Pferde. Internationale Turnierstarts bis zum Intermediaire-Niveau fanden vor allem auf Turnieren in Südeuropa statt. Mit dem Hannoveraner Hengst Destacado wurde er Zweiter bei den Weltmeisterschaften der 5-jährigen Dressurpferde 2018. Erstmals seit 2015 war Rath im Juli 2019 wieder Teil einer deutschen Mannschaft: Beim CDIO 5* Falsterbo war er mit dem Hengst Foundation, der im Herbst 2018 sein Grand-Prix-Debüt bestritten hatte, am Start.

## Pferde

### Aktuelle
- Destacado FRH (* 2013), Hannoveraner Fuchshengst, Vater: Desperados FRH, Muttervater: Londonderry 3[20]
- Thiago GS OLD (* 2013), Oldenburger Dunkelfuchs-Hengst, Vater: Totilas, Muttervater: Warkant

### Ehemalige
- Totilas (* 2000; † 2020), KWPN-Rapphengst, Vater: Gribaldi, Muttervater: Glendale; bis zu den Weltreiterspielen 2010 von Edward Gal geritten, aufgrund eines Knochenödem 2015 aus dem Sport verabschiedet
- Renoir-Unicef (* 1991, ursprünglich Robin des Fontaines), brauner Oldenburger Wallach, Vater: Rubinstein I, Muttervater: Winston, Eigentümer: Ann Kathrin Linsenhoff, 2007 aus dem Sport verabschiedet[21]
- Triviant-Unicef (* 2000, ursprünglich Triviant 2), brauner KWPN-Wallach, Vater: Olivi, Muttervater: Saluut, im März 2011 an Charlotte Haid-Bondergaard verkauft, später von Ellesse Tzinberg geritten[22]
- Sterntaler-Unicef (* 1995; † 2024, ursprünglich Sterntaler 26)[23], dunkelbrauner Oldenburger Wallach, Vater: Sion, Muttervater: Manstein, Eigentümer: Ann Kathrin Linsenhoff[24], wurde 2011 aus dem Sport verabschiedet
- Danönchen OLD (* 2007; † 2024), dunkelbrauner Oldenburger Wallach, Vater: Danone 4, Muttervater: Rohdiamant, zuletzt im September 2020 von Liselott Marie Linsenhoff im internationalen Sport eingesetzt
- Foundation 2 (* 2008), brauner Hannoveraner Hengst, Vater: Fidertanz, Muttervater: De Vito[25], seit Dezember 2023 von Judith Sarda Mañe geritten
- Maddox Mart (* 2017), schwarzbrauner KWPN-Hengst, Vater: Hennessy, Muttervater: Bordeaux 28, seit August 2024 von Lena Haßmann geritten
- Beaulieu 2 (* 2010), Oldenburger Rapphengst, Vater: Blue Hors Bentley, Muttervater: Sandro Hit, seit Januar 2024 von Hanna Kazmierczak geritten
- Feuertanz 20 (* 2013), Hannoveraner Fuchshengst, Vater: Foundation 2, Muttervater: Breitling W, seit November 2022 von Lena Haßmann geritten
- Bretton Woods (* 2006), KWPN-Rapphengst, Vater: Glock’s Johnson TN, Muttervater: De Niro, zuletzt im Juli 2014 im internationalen Sport eingesetzt
- Daou TB (* 2013), Oldenburger Rapphengst, Vater: Damon Hill NRW, Muttervater: Diamond Hit, seit März 2024 von Sarah Mareen Zimmermann geritten
- Dejanel TB (* 2012), braune Oldenburger Stute, Vater: Diamond Hit, Muttervater: Sir Oldenburg, zuletzt im August 2020 im Sport eingesetzt
- Flash Hit (* 2011), schwarzbrauner Oldenburger Wallach, Vater: Fürst Romancier, Muttervater: Sandro Hit, seit November 2023 von Renee Stadler geritten
- True Love OLD 23 (* 2012), schwarze Oldenburger Stute, Vater: Totilas, Muttervater: Florencio I, zuletzt im November 2021 im Sport eingesetzt

## Erfolge
Im Juli 2011 befindet er sich in der 126. Weltrangliste mit Sterntaler-Unicef auf Rang 28. Mit Totilas tauchte er in diesem Monat erstmals in der Weltrangliste auf, noch auf Rang 166. Von September bis Dezember 2011 erreichten Rath und Totilas Rang drei der Weltrangliste, im Mai und Juni 2012 erreichte das Paar sogar Rang zwei. In der zweiten Phase ihrer gemeinsamen Karriere gelang ihnen im Mai 2015 nochmals der Sprung auf den dritten Platz der FEI-Weltrangliste.

### Championate
- Weltreiterspiele:
  - 2010, Lexington: mit Sterntaler-Unicef 3. Rang mit der Mannschaft

- Europameisterschaft:
  - 2009, Windsor: mit Sterntaler-Unicef 3. Rang mit der Mannschaft, 6. Rang im Grand Prix Spécial und 6. Rang in der Grand Prix Kür
  - 2011, Rotterdam: mit Totilas 2. Rang mit der Mannschaft, 4. Rang im Grand Prix Spécial und 5. Rang in der Grand Prix Kür
  - 2015, Aachen: mit Totilas 3. Rang mit der Mannschaft
- Deutsche Meisterschaft:
  - 2008: (letzter) Meister der Herren mit Sterntaler-Unicef (Ø 75,229 %)
  - 2009: (erster) Meister in der Grand Prix Kür mit Sterntaler-Unicef (81,450 %), 2. Platz im Grand Prix Spécial mit Sterntaler-Unicef (76,208 %)
  - 2010: 3. Platz im Grand Prix Spécial mit Sterntaler-Unicef (73,750 %), 2. Platz in der Grand Prix Kür mit Sterntaler-Unicef (79,150 %)
  - 2011: Meister im Grand Prix Spécial (83,417 %) und in der Grand Prix Kür (85,650 %) mit Totilas
  - 2012: 2. Platz im Grand Prix Spécial (83,156 %) und 2. Platz in der Grand Prix Kür (86,750 %) mit Totilas
  - 2021: 12. Platz im Grand Prix Spécial (74,529 %) und 11. Platz in der Grand Prix Kür (78,825 %) mit Foundation

### Weitere Erfolge (in Auswahl)
2006:
- 2. Platz in der Grand Prix Kür beim Zentraleuropaliga-Finale in Warschau (CDI 3*) mit Renoir-Unicef – 75,575 %
- 3. Platz in der Grand Prix Kür bei Horses & Dreams, Hagen a.T.W. (CDI 3*) mit Renoir-Unicef – 71,800 %

2008:
- 2. Platz im Grand Prix Spécial bei Horses & Dreams, Hagen a.T.W. (CDI 3*) mit Sterntaler-Unicef – 73,600 %
- 3. Platz im Grand Prix beim Dressurfestival Lingen (CDI 5*) mit Sterntaler-Unicef – 71,708 %
- 3. Platz im Grand Prix beim luxemburgischen CDIO 3* Mondorf les Bains mit Sterntaler-Unicef – 68,750 %

2009:
- 1. Platz im Grand Prix und im Grand Prix Spécial beim CDI 4* Dortmund (Meggle-Champions-Finale 2008/2009) mit Sterntaler-Unicef – 75,662 %, 75,752 %
- 1. Platz im Grand Prix, im Grand Prix Spécial und in der Grand Prix Kür beim französischen CDIO 3* in Saumur mit Sterntaler-Unicef – 70,255 %, 73,292 %, 76,400 %
- 1. Platz im Grand Prix beim Pfingstturnier Wiesbaden (CDI 4*) mit Sterntaler-Unicef – 73,148 %

2010:
- 1. Platz im Grand Prix Spécial beim CDI 4* Dortmund (Meggle-Champions-Finale 2009/2010) mit Sterntaler-Unicef – 75,541 %
- 1. Platz im Grand Prix beim CDI 4* ’s-Hertogenbosch mit Sterntaler-Unicef – 73,659 %

2011:
- 1. Platz im Grand Prix Spécial beim CDI 4* Wiesbaden mit Totilas – 81,479 %
- 1. Platz im Grand Prix, Grand Prix Spécial und in der Grand Prix Kür beim CDIO 5* Aachen mit Totilas – 82,149 %, 83,083 %, 82,825 %

2012:
- 1. Platz im Grand Prix und in der Grand Prix Kür beim CDI 4* Hagen a.T.W. mit Totilas – 83,809 %, 88,025 %

2014:
- 1. Platz im Grand Prix und Grand Prix Spécial beim CDI 4* Kapellen mit Totilas – 78,680 %, 82,271 %
- 1. Platz im Grand Prix und Grand Prix Spécial beim CDI 4* Wiesbaden mit Totilas – 82,800 %, 83,196 %
- 1. Platz im Grand Prix und Grand Prix Spécial beim CDI 4* Perl mit Totilas – 85,180 %, 82,196 %
- 1. Platz im Grand Prix und Grand Prix Spécial beim CDIO 5* Aachen mit Totilas – 82,300 %, 84,529 %

2015:
- 1. Platz im Grand Prix und Grand Prix Spécial beim CDI 4* Hagen a.T.W. mit Totilas – 80,360 %, 80,039 %

2018:
- 2. Platz bei den Weltmeisterschaften der 5-jährigen Dressurpferde in Ermelo mit Destacado

2020:
- 1. Platz im Finale des Nürnberger Burg-Pokal in Kronberg mit Destacado FRH

### Beste internationale Ergebnisse (seit 2008)
Grand Prix de Dressage:
- 2008: 71,708 % (3. Platz beim CDI 5* Lingen mit Sterntaler-Unicef)
- 2009: 75,662 % (1. Platz beim CDI 4* Dortmund mit Sterntaler-Unicef)
- 2010: 74,340 % (2. Platz beim CDI 4* Dortmund mit Sterntaler-Unicef)
- 2011: 82,149 % (1. Platz beim CDIO 5* Aachen mit Totilas)
- 2012: 83,809 % (1. Platz beim CDI 4* Hagen a.T.W. mit Totilas)
- 2014: 85,180 % (1. Platz beim CDI 4* Perl mit Totilas)
- 2015: 80,360 % (1. Platz beim CDI 4* Hagen a.T.W. mit Totilas)
- 2016: –
- 2017: –
- 2018: 69,043 % (2. Platz beim CDI 3* Nice mit Foundation)
- 2019: 71,978 % (6. Platz beim CDIO 5* mit Foundation)
- 2020: 72,304 % (3. Platz beim CDI 5* Doha mit Foundation)

Grand Prix Spécial:
- 2008: 73,600 % (2. Platz beim CDI 3* Hagen a.T.W. mit Sterntaler-Unicef)
- 2009: 75,752 % (1. Platz beim CDI 4* Dortmund mit Sterntaler-Unicef)
- 2010: 75,541 % (1. Platz beim CDI 4* Dortmund mit Sterntaler-Unicef)
- 2011: 83,083 % (1. Platz beim CDIO 5* Aachen mit Totilas)
- 2012: –
- 2014: 84,529 % (1. Platz beim CDIO 5* Aachen mit Totilas)
- 2015: 80,039 % (1. Platz beim CDI 4* Hagen a.T.W. mit Totilas)
- 2016: –
- 2017: –
- 2018: 67,383 % (3. Platz beim CDI 3* Nice mit Foundation)
- 2019: 71,000 % (4. Platz beim CDI 4* Salzburg mit Foundation)
- 2020: -

Grand Prix Kür:
- 2008: –
- 2009: 77,850 % (6. Platz bei der Europameisterschaft in Windsor mit Sterntaler-Unicef)
- 2010: 77,390 % (5. Platz beim CDIO 5* Rotterdam mit Sterntaler-Unicef)
- 2011: 82,825 % (1. Platz beim CDIO 5* Aachen mit Totilas)
- 2012: 88,025 % (1. Platz beim CDI 4* Hagen a.T.W. mit Totilas)
- 2014: –
- 2015: –
- 2016: –
- 2017: –
- 2018: –
- 2019: 71,785 % (12. Platz beim CDI-W Budapest mit Foundation)
- 2020: 76,075 % (4. Platz beim CDI 5* Doha mit Foundation)

(Ergebnisse Stand Juni 2020)